# ماثيو بيتس
ماثيو باتيس (بالإنجليزية: Matthew Bates)‏، من مواليد 10 ديسمبر 1986 في ستوكتون في إنجلترا، لاعب كرة قدم إنجليزي.
بدأ مسيرته الكروية مع نادي ميدلزبره في عام 2004، وهو يلعب معهم حتى الآن، وفي عام 2005 أعير إلى نادي دارلينغتون، ولعب معهم 4 مباريات، وفي عام 2006 أعير إلى نادي إيبسويتش تاون، ولعب معهم مباراتين.

## روابط خارجية
- ماثيو بيتس على موقع قاعدة بيانات كرة القدم.إي يو (الإنجليزية)
- ماثيو بيتس على موقع Soccerbase.com (لاعب) (الإنجليزية)
- ماثيو بيتس على موقع Soccerway.com (الإنجليزية)
- ماثيو بيتس على موقع عالم كرة القدم.نت (الإنجليزية)
- ماثيو بيتس على موقع كووورة